# Valentín Sánchez de Toledo
Valentín Sánchez de Toledo y Artacho (Medina del Campo, província de Valladolid, 16 de novembre de 1851 - Madrid, 21 de maig de 1935) fou un polític espanyol, diputat conservador i governador civil de Barcelona a finals del segle xix.

## Biografia
En 1890 era acadèmia de la Reial Acadèmia de la Història. Fou elegit diputat del Partit Conservador pel districte de Cuéllar (província de Segòvia) a les eleccions generals espanyoles de 1896 i 1899. També fou nomenat Governador Civil de Barcelona del 29 de juliol al 29 de desembre de 1892, i del 9 d'abril de 1895 al 26 de maig de 1896. Durant el seu mandat va suspendre Odón de Buen y del Cos durant un conflicte que va mantenir amb el rector de la Universitat de Barcelona en defensa de la llibertat de càtedra.